# 麦穷错
麦穷错（藏語：མེར་ཆུང་མཚོ，威利转写：mer chung mtsho，THL：Merchung Tso）又称曲依错，位于中华人民共和国西藏自治区日喀则市仲巴县境内，地处仲巴县东部，湖面海拔4666米，面积62.3平方公里。第四纪时期与东南部措勤县境内的攸布错和嘎仁错等同属一个大湖。湖水主要靠地表径流补给，湖水从北部流出注入加波错。